# Telmatactis inequalis
Telmatactis inequalis is een zeeanemonensoort uit de familie Isophelliidae.
Telmatactis inequalis is voor het eerst wetenschappelijk beschreven door Verrill in 1868.